# Castillo de las Paleras
El castillo de las Paleras o de la Mota aparece ligado al caserío fortificado de La Mota, ubicado en una pequeña amesetada en la ribera derecha del barranco de La Mota. Los restos de la fortificación proceden de las defensas de un núcleo poblacional de origen islámico, quizá del siglo XII, cuando las vegas de regadío en particular, y el reino de Murcia en general, dispusieron de una gran presión poblacional que requería, dada la hostilidad amenazante de los reinos cristianos y norteafricanos, de protección defensiva. El poblado de La Mota Declarado Bien de Interés Cultural en 1985, fue el primer asentamiento medieval islámico de importancia en el actual término de Pliego. Los musulmanes urbanizaron una pequeña elevación amesetada de laderas poco abruptas que se localiza en la ribera del barranco de la Mota. Aunque aún no se ha llegado a determinar la época de su fundación, el poblado adquirió durante la segunda mitad del siglo XII el aspecto defensivo y las dimensiones que pueden reconocerse en el presente, a pesar de su estado ruinoso